# Ізабелла Клара Євгенія
Ізабелла Клара Євгенія, Ісабель Клара Євгенія (ісп. Isabel Clara Eugenia de Austria; 12 серпня 1566, Сеговія — 1 грудня 1633, Брюссель) — іспанська інфанта, правителька Іспанських Нідерландів.

## Іспанська інфанта
Батьками інфанти Ізабелли Клари Євгенії були король Іспанії Філіп II і Єлизавета Валуа. Для її матері це були тяжкі пологи, після яких вона протягом кількох днів перебувала на межі смерті. Філіп II, якого джерела того часу описують як досить байдужу людину, після пологів оголосив, що він більш радий народженню дівчинки, ніж якби це був спадкоємець престолу. Інфанта залишилася без своєї матері дуже рано, коли їй було два роки: та померла після чергових невдалих пологів. Вона росла разом зі своєю молодшою сестрою Каталіною Мікаелою при дворі свого батька під наглядом годувальниці Марії де Меса. Філіп II, незабаром після раптової кончини Єлизавети Валуа, одружився в 1570 році в четвертий раз, його дружиною стала його племінниця Анна Австрійська, дочка імператора Максиміліана II і сестри Філіпа Марії. Вона прийняла обох дівчаток як своїх власних дітей і між мачухою і падчерками виникли дуже тісні довірчі відносини.
Іспанська королева, після того як кілька народжених нею дітей померло у дитинстві, подарувала Філіпу 14 квітня 1578 року довгоочікуваного спадкоємця престолу Філіпа III. Однак іспанський монарх ті глибокі почуття, які він відчував до своєї третьої дружини, не зміг перенести на свою четверту дружину, так само, як і встановити тісні стосунки з дітьми від четвертого шлюбу. Його обидві дочки, Ізабелла Клара Євгенія та Каталіна Мікаела, були його довіреними особами, у яких він, так само, як до цього у їх матері, просив поради з важливих політичних питань.

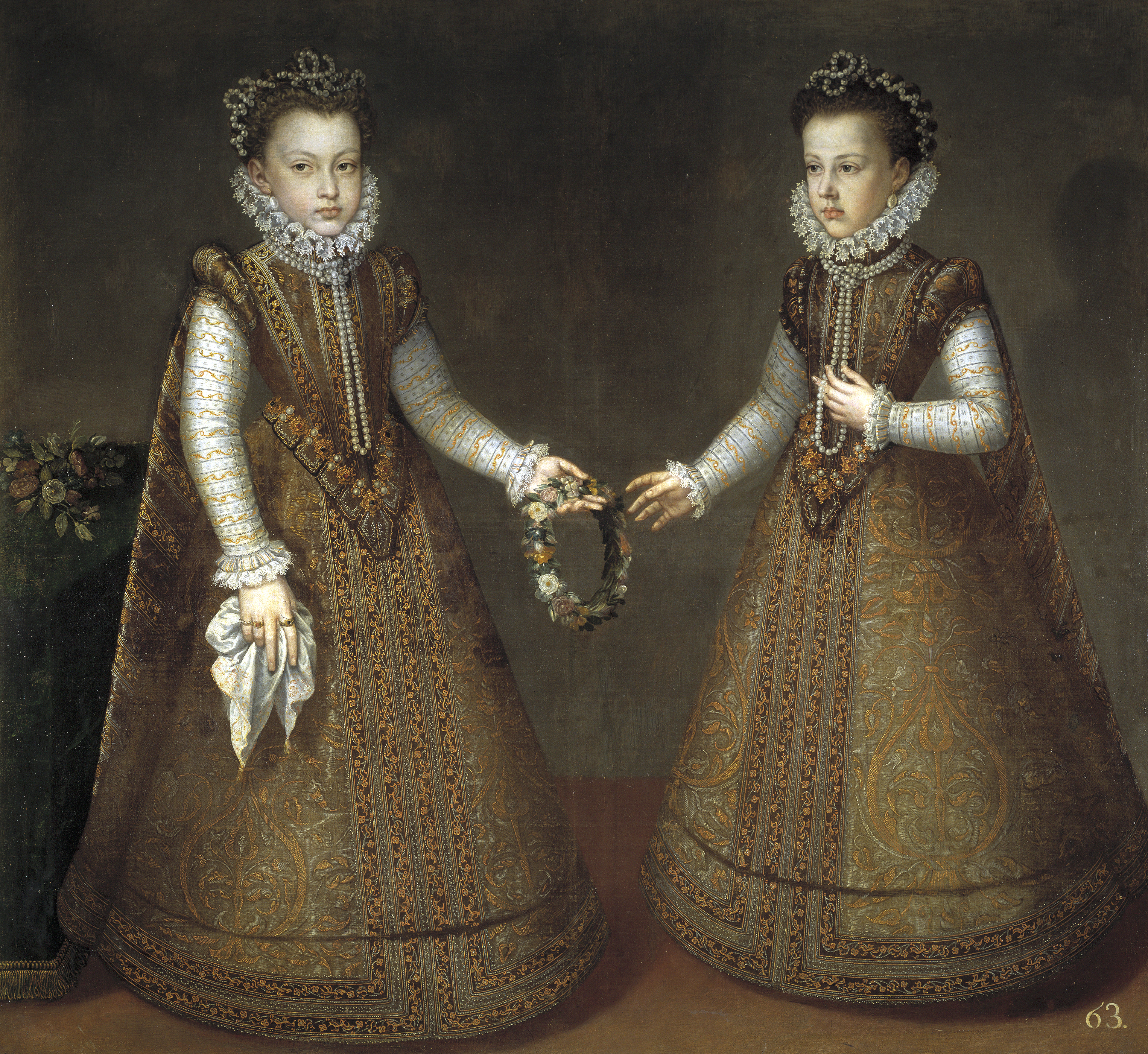
«Інфанти Ізабелла Клара Євгенія і Каталіна Мікаела», Алонсо Санчес Коельо, близько 1571 року, Музей Прадо, Мадрид

Так писав він своїм дочкам 15 січня 1582 року з Лісабону:
|  | Я чув що у вас все добре - це просто чудово для мене! Коли у вашої маленької сестри (Марія (1580-1583), дочка від четвертої дружини) з'являться перші молочні зуби, занадто рано за моїми уявленнями: це буде заміна для двох зубів, які я ось-ось втрачу - коли я повернуся назад (до Іспанії ), у мене їх швидше за все не буде! Якщо у мене не буде інших причин для скарг, то з цим можна жити ... Тільки що принесли мені показати те, що упаковано в ящик, який пошлють до Іспанії - солодка ліметта. Я маю на увазі, що це просто лимон, але проте я хочу його вам послати. Якщо це дійсно солодка ліметта, то я, повинен визнати, ще жодного разу не бачив таку велику. Я не знаю чи дійде вона туди (в Іспанію) в хорошому стані; якщо ви її отримаєте і вона буде ще свіжою, то ви її неодмінно повинні спробувати і сказати мені, чи сподобалася вона вам; я просто не можу повірити, що солодка ліметта може вирости така велика. Так що я буду радий, якщо ви мені пошлете про це вісточку. Маленький лимон повинен тільки допомогти заповнити ящик. Я посилаю вам також троянди та квітку апельсина, щоб ви побачили, що тут росте... Підписано: Ваш добрий батько. |

Особливо тісними були стосунки між Філіпом II і його старшою дочкою Ізабеллою Кларою Євгенією. Він називав дочку розрадою своєї старості і світлом своїх очей. Вона допомагала йому у веденні державних справ, приводила в порядок його папери, читала йому вголос найбільш важливі послання і перекладала на іспанську донесення з Італії. Останні три роки до смерті Філіпа 13 вересня 1598 року Ізабелла доглядала за своїм тяжко хворим батьком, який страждав нападами гарячки і подагрою.
2 серпня 1589 року дядя Ізабелли Клари Євгенії по материнській лінії, король Франції Генріх III, був убитий монахом Жаком Клеманом. Генріх III був останнім королем Франції з династії Валуа, ні у нього, ні у його братів не було спадкоємців. Філіп II заявив права на французький престол для своєї дочки Ізабелли Клари Євгенії, оскільки вона була дочкою старшої сестри Генріха III Єлизавети. Ці домагання не мали під собою ніякої юридичної сили, оскільки салічний закон Франції виключав спадкоємиць престолу і Єлизавета Валуа перед весіллям відмовилася від прав на французький престол. Законним претендентом на трон короля Франції вважався ватажок гугенотів Генріх Наварський, який в 1594 році й зійшов на французький престол як Генріх IV.
Крім того, в 1590—1598 роках Ізабелла була претендентом на корону герцогства Бретонського.

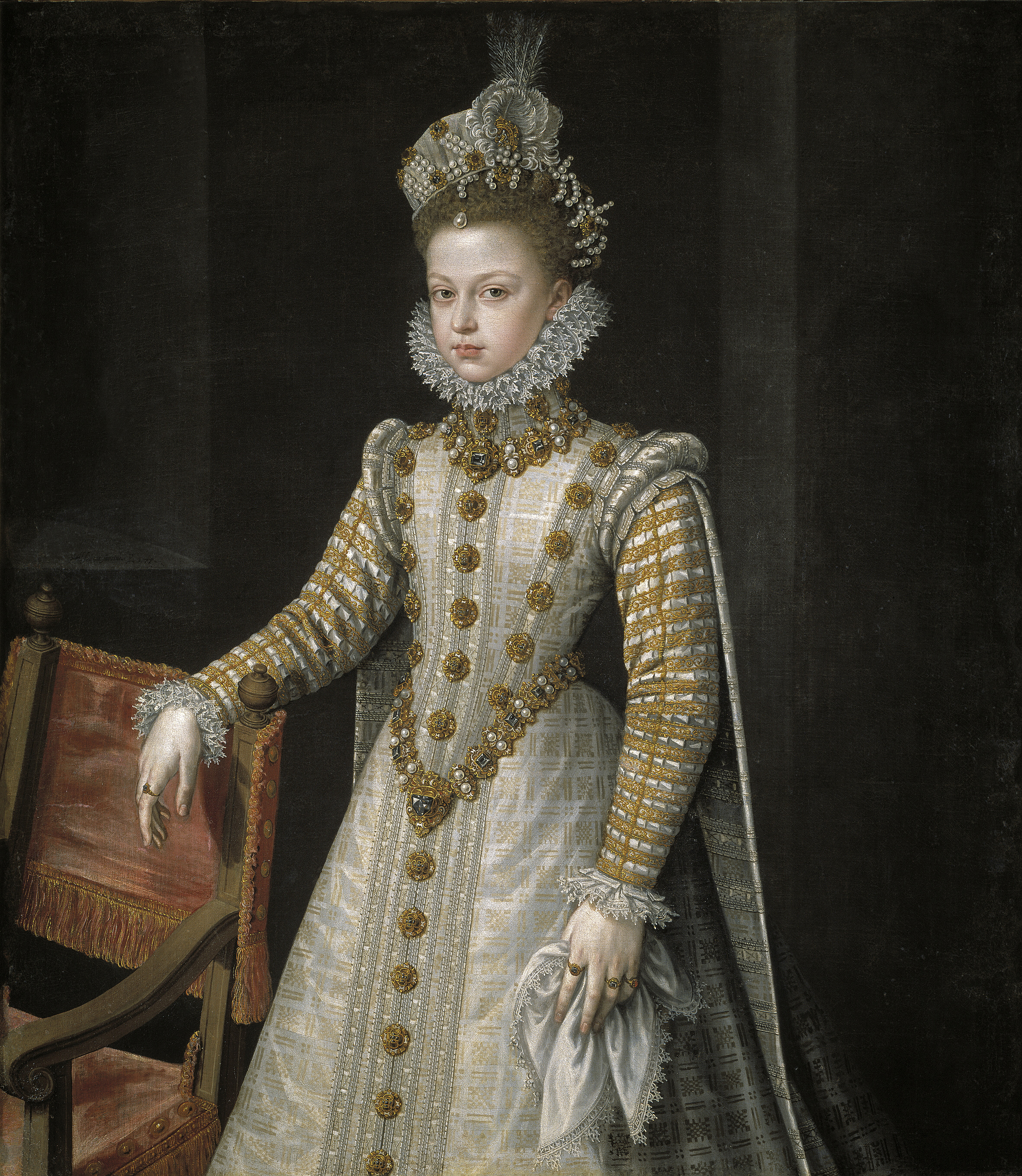
«Портрет Ізабелли Клари Євгенії у віці 13 років». Алонсо Санчес Коельо (1579)

У рамках проведеної Габсбургами сімейної політики, Ізабелла Клара Євгенія була на третьому році життя заручена з Рудольфом II, старшим сином імператора Священної Римської імперії Максиміліана II. Однак через двадцять років Рудольф розірвав заручини. У віці тридцяти одного року інфанта була заручена з ерцгерцогом Альбрехтом VII, який виріс при іспанському дворі. Ерцгерцог Альбрехт був братом Рудольфа II і у віці вісімнадцяти років став кардиналом. Філіп II справив свого племінника в 1583 році в віцекоролі Португалії і 1595 року призначив його штатгальтером Іспанських Нідерландів. У зв'язку з заручинами ерцгерцог Альбрехт у 1598 році був звільнений римським папою від зобов'язань перед католицькою церквою.

## Штатгальтер Іспанських Нідерландів
Пара отримала як придане Іспанські Нідерланди, Ще за часів заручин Філіп II передав права на управління Іспанськими Нідерландами в руки своєї дочки. У її правління перейшли Фландрія, Артуа, Геннегау, Брабант, Камбре, Лімбург і Люксембург. Тільки в разі бездітності інфанти права на Іспанські Нідерланди після її смерті повинні були повернутися назад іспанському престолу.

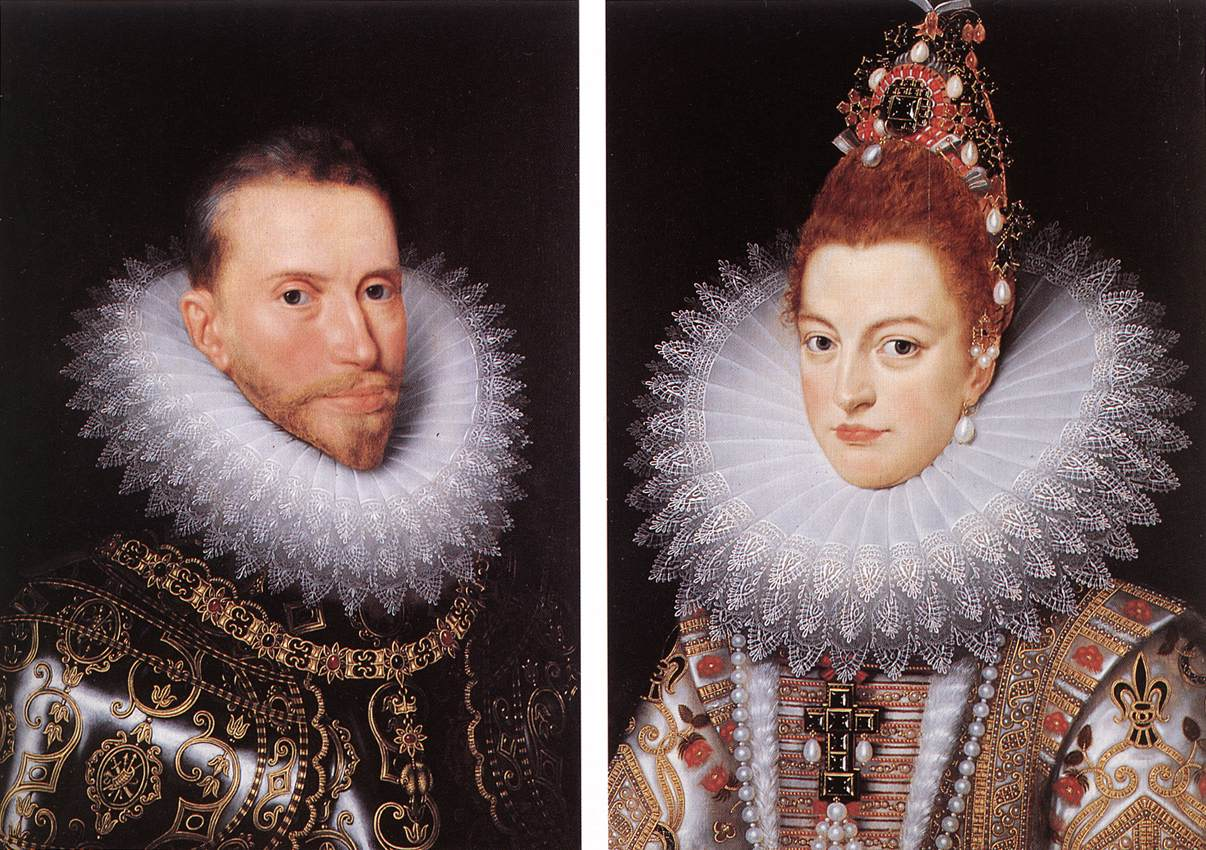
Парні портрети Ізабелли Клари Євгенії та її чоловіка Альбрехта. Франс Поурбус Молодший, Музей Грунінге, Брюгге

У 1598 році король Філіп II помер і 18 квітня, після семи місяців трауру, чоловіком Ізабелли Клари Євгенії став Альбрехт VII Австрійський. Інфанта народила трьох дітей, але всі вони померли ще в дитинстві. З джерел того часу слідує, що після смерті третьої дитини Ізабелла і Альбрехт уникали статевого контакту.
Вони влаштувалися в Брюсселі, який в той час був центром Іспанських Нідерландів. Територія Нідерландів простягалася на південь від Рейну і Маасу до сьогоднішніх Люксембургу і Бельгії. Де-факто до цього часу тільки південна частина Нідерландів була під контролем Іспанії, північна частина (див. Вісімдесятирічна війна), також відома під назвою Республіка Об'єднаних провінцій Нідерландів, була в руках кальвіністів.
Ерцгерцог й інфанта як могли намагалися зменшити злидні, викликані багаторічною війною. Крім цього Альбрехт домігся в 1609 році дванадцятирічного перемир'я з північними провінціями і придворне, громадське та церковне життя буквально розцвіло в цей час. У 1609 році Петер Пауль Рубенс став придворним живописцем.
У квітні 1621 року перемир'я завершилося, а в липні ерцгерцог Альбрехт помер. Після смерті чоловіка Ізабелла більше не одягала світські сукні та прикраси, а носила аж до своєї смерті чернече вбрання францисканського ордену Кларисси. Оскільки в Альбрехта не було спадкоємців, то Іспанські Нідерланди відійшли знову до іспанської корони. Молодий іспанський король Філіп IV був налаштований дуже войовниче. Його перший міністр Гаспар де Гусман Оліварес прагнув відродити втрачене Іспанією панування в Європі і твердо вірив у перемогу Іспанії у війні з північними провінціями. Таким чином мирні переговори були приречені на провал, наслідком якого були довгі роки війни.

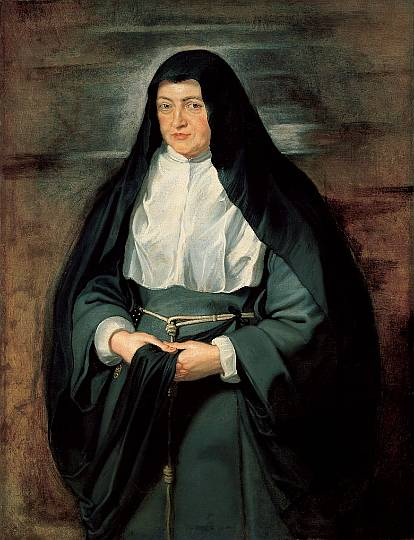
Портрет Ізабелли Клари Євгенії в чернечому вбранні. Рубенс (1625)

З тих часів до наших днів збереглася споруда, розміри якої можна порівняти з римським Лімесом або лінією Мажино, а саме Фосса Евгеніана. Ізабелла веліла побудувати канал між Рейном і Маасом, який повинен був з одного боку відрізати північні провінції від торгових шляхів, а з іншого боку служити захистом від Нідерландів. Канал між Райнбергом і Венло був завдовжки 48 км і мав 24 укріплених шанці, велика частина з яких видна ще й сьогодні. Друга стадія повинна була вести до Шельди, але через військові успіхи північних провінцій вона так ніколи і не була побудована.
Після смерті в 1621 році ерцгерцога Альбрехта Ізабелла Клара Євгенія стала штатгальтером Іспанських Нідерландів. Незважаючи на складну ситуацію вона не залишала надію на мирне врегулювання ситуації в Іспанських Нідерландах. 1623 року інфанта послала в Гаагу досвідченого в міжнародних справах живописця Петера Пауля Рубенса, який під прикриттям своєї художньої діяльності вів таємно від Іспанії мирні переговори з Республікою Сполучених Провінцій. Його зусилля стали надбанням гласності, їхнім підсумком стала мирна конференція між Іспанією і північними Нідерландами. Конференція закінчилася безрезультатно через непоступливість обох сторін.
У 1618 році почалася Тридцятирічна війна (див. Празька дефенестрація 1618), яка швидко розповсюдилася на всю Європу. Ізабелла і тут намагалася внести свою лепту в мирний процес. У 1627 році Петер Пауль Рубенс, який був від її імені посередником у переговорах між Іспанією і Англією. Він був успішний в своїй справі дипломата і спробував зблизити позиції північних провінцій та Іспанії, але зазнав невдачі через упертість Гааги.
Після 1630 року армія північних Нідерландів під проводом Фрідріха-Генріха Оранського відвоювала значні території, що були до цього під контролем Іспанії. 1 грудня 1633 року Ізабелла Клара Євгенія померла в Брюсселі. Після її смерті Іспанські Нідерланди знову відійшли до іспанської корони. Похована поруч зі своїм чоловіком в кафедральному соборі св. Михайла Брюсселя.

## Діти
- Філіп (21 жовтня 1605).
- Альбрехт (21 січня 1607).
- Анна Мавріція (1609).

## Цікаві факти
- Ізабелла виявляла велику цікавість до мистецтва, її двір був магнітом, який притягує до себе художників і людей мистецтва. Особливу увагу вона надавала Петеру Паулю Рубенсу, який був не тільки придворним живописцем, але також послом і посередником при веденні мирних переговорів.
- З ім'ям Ізабелли за легендою пов'язане виникнення ізабеллового кольору — бруднуватий солом'яно-рожевий.

За легендою вона дала обітницю не змінювати своєї білої сорочки доти, поки Альбрехт VII Австрійський не візьме Остенде — найбільший бельгійський порт на березі Північного моря. Облога Остенде — трирічна облога під час Нідерландської революції і одна з найдовших облог в історії. Це була одна з найкривавіших битв війни і закінчилася вона перемогою Іспанії: «Іспанці атакували те, що не атакується, а голландці захищали те, що не захищається». Оскільки облога тривала три роки (5 липня 1601 — 16 вересня 1604), то принаймні відносно кольору сорочки легенді можна вірити. Варто врахувати і те що саме при королеві Ізабеллі «жовті» масті коней (солова, булана та ізабеллова) увійшли в моду.